# Луини, Бернардино
Бернардино Луини , настоящее имя Бернардино де Скапис  (итал. Bernardino Luini, Bernardino de Schapis; 1480/1485, Думенца — 1532, Милан) — живописец ломбардской школы, маньерист, один из самых известных леонардесков — учеников и эпигонов Леонардо да Винчи. Многие его произведения в прошлом приписывались кисти Леонардо, как, например, картина «Саломея с головой Иоанна Крестителя».

## Жизнь и творчество
Бернардино де Скапис родился в Руно (муниципалитет Думенца) в окрестностях Луино на берегу озера Маджоре (провинция Варесе области Ломбардия); отсюда последующее прозвание «Луини».
Подробности его жизни скудны. Известно, что Бернардино Луини был сыном землевладельца Джованни Донато де Скаписа и Катерины Равази. Около 1510 года он женился на Маргeрите Ломаццо, у них было четыре сына: Тобий, Эванджелиста, Джованни Пьетро и Аурелио, два последних стали художниками. Между 1504 и 1507 годами Луини жил в области Венето и, возможно, в Тревизо, где он общался с ломбардскими архитекторами этого города, такими как семья Ломбардо, которая жила в Тревизо между 1485 и 1506 годами, братья Лоренцо и Джован Баттиста Бреньо, которые между 1499 и 1503 годами работали по оформлению церкви Сан-Никколо-ди-Тревизо.
В 1500 году художник переехал в Милан. По сведениям Джованни Паоло Ломаццо, он учился у Джованни Стефано Скотто, хотя для других он был учеником Амброджо Бергоньоне. В 1504—1507 годах он, вероятно, находился в Тревизо, о чём свидетельствует картина «Мадонна с Младенцем», подписанная «Bernardinus Mediolanensis faciebat», которая, однако, является предметом спорной атрибуции. Его первые фрески — «Поклонение волхвов» в Сан-Пьетро-ди-Луино (ок. 1505) и приписываемая ему фреска в пресвитерии собора Монцы.
Луини вернулся в Милан в 1509 году, получив заказ на полиптих, из которого сегодня сохранился только «Святой Антоний Падуанский» в музее Польди-Пеццоли. Его ранние картины выполнены в позднеготическом стиле, напоминающем манеру Бергоньоне, который считается его непосредственным наставником. Согласно местным преданиям, Бернардино был плодовитым художником. На некоторые сюжеты он создавал по несколько авторских вариантов. Например, картина «Саломея с головой Иоанна Крестителя» экспонируется в Галерее Уффици, а ещё шесть авторских вариантов находятся в Музее истории искусств в Вене, в Лувре, Бостонском музее изящных искусств, музее Прадо и в коллекции князя Борромео на острове Изола-Белла. Судя по тому, что им создано огромное количество фресок и картин (в основном изображающих Мадонну), можно заключить, что он был руководителем процветающей мастерской. После смерти Бернардино, последовавшей в 1532 году, его дело продолжили сыновья — Аурелио и Джованни Пьетро.
Муратов, Павел Павлович П. П. Муратов называл Луини «слащавым, поверхностным и очень плодовитым художником Мадонн»:

 «Какой-то непреодолимый инстинкт дурного искусства увлёк его к худшему, что было в живописи леонардесков. Луини обладал поразительной лёгкостью делания. Производительность его достигла неслыханных размеров. Миланские галереи насчитывают десятки его мадонн и святых, улыбающихся своими томными взглядами и фарфоровыми кукольными личиками; сотни их вывезены в собрания Италии и Европы. В противоположность другим леонардескам и в силу, быть может, своего первоначального художественного воспитания Луини любил ставить себе монументальные задачи, разделываясь с ними по большей части весьма небрежно и дёшево» 
Фрески художника сохранились в Милане, Лугано, Саронно и Кьяравалле. В российских собраниях творчество Бернардино Луини представлено произведениями, хранящимися в Государственном Эрмитаже, ГМИИ им. Пушкина, а также картиной «Святой Иероним», вышедшей из мастерской живописца, ныне в собрании Калужского областного художественного музея.
В. В. Набоков в рассказе «Венецианка» пишет про «луиниевские очи» одной из героинь, а в романе «Камера обскура» упоминает «продолговатый луиниевский глаз».

## Галерея
- Дама с блошиным мехом. Между 1520 и 1525. Дерево, масло. Национальная галерея искусства, Вашингтон
- Христос и учителя. Между 1515 и 1530. Дерево, масло. Национальная галерея, Лондон
- Святая Екатерина. Холст, масло. Национальный музей искусств Азербайджана, Баку
- Обращение Магдалины, или Аллегория скромности и тщеславия. Ок. 1520. Дерево, масло. Художественный музей Сан-Диего, Калифорния, США
- Святая Екатерина, несомая ангелами в гробницу. Между 1520 и 1523. Фрагмент фрески, перенесённой на холст. Пинакотека Брера, Милан
- Мадонна Розария. Ок. 1510. Дерево, масло. Пинакотека Брера, Милан
- Святой Себастьян. 1520-е. Частное собрание
- Мистическое обручение Святой Екатерины. Ок. 1520. Музей Польди-Пеццоли, Милан